# آیاکا سوزوکی
آیاکا سوزوکی (انگلیسی: Ayaka Suzuki؛ زادهٔ ۳۰ سپتامبر ۱۹۸۹) بازیکن راگبی ۷ نفره اهل ژاپن است.